# Blackadder
Die Fernsehserie Blackadder der BBC wurde 1983 sowie 1986 bis 1989 mit Rowan Atkinson in der Hauptrolle gedreht. Rowan Atkinson schrieb mit Richard Curtis die Pilotfolge und die erste Staffel, danach übernahm Ben Elton für Atkinson die Co-Autorschaft für die weiteren Folgen und Specials.
2004 wurde Blackadder in Großbritannien zur zweitbesten britischen Sitcom gewählt. Die Filmzeitschrift Empire wählte Blackadder 2008 auf Platz 20 der besten Fernsehsendungen aller Zeiten.

## Handlung
Die vier Staffeln der Serie spielen in vier verschiedenen Epochen der englischen Geschichte zwischen 1485 und 1917. Rowan Atkinson spielt in jeder Epoche den aktuellen Repräsentanten der Familie Blackadder (die deutsche Entsprechung, eine einfarbig schwarze Variante der Kreuzotter, heißt Höllenotter), der sich in den ersten drei Staffeln sehr nahe am Zentrum der Macht befindet, wobei ein kontinuierlicher Abstieg vom Königssohn (1. Staffel) über den Adligen (2. Staffel) und den Kammerdiener des Thronfolgers (3. Staffel) bis zu einem einfachen Captain der Britischen Armee (4. Staffel) zu beobachten ist. Edmund, wie Blackadders Vorname in jeder Epoche lautet, zeichnet sich in allen Staffeln der Serie durch große Gerissenheit und einen ausgeprägten Egoismus aus. Blackadder selbst untersteht stets einem geistig beschränkten, eingebildet-hochnäsigen und unfähigen Vorgesetzten, den er von ganzem Herzen verachtet und von dem er unglücklicherweise sehr abhängig ist. Während die 1. Staffel noch sehr von Slapstick-Elementen geprägt ist, ändern sich Charakter und Humor der Serie mit dem Dazustoßen von Ben Elton zum Autorenteam grundlegend: Blackadder bedient sich ab der 2. Staffel sämtlicher Feinheiten der englischen Sprache, um all seine Mitmenschen auf höchst kreative Weise zu beleidigen. Zur Seite steht Blackadder der zutiefst einfältige, völlig unfähige, aber endlos gutmütige Baldrick (gespielt von Tony Robinson), der auf der untersten Stufe der sozialen Hierarchie steht und stets als Blitzableiter für den Zynismus und (Selbst-)Hass seines Herrn dienen muss. (Blackadder: „You’re fired.“ – Baldrick: „But mylord, I’ve been in your family since 1532!“ – Blackadder: „So has syphilis!“)
Jede Folge präsentiert dem Zuschauer eine in sich abgeschlossene Geschichte, die einem ähnlichen dramaturgischen Aufbau folgt. Zunächst wird Edmund Blackadder durch eine willkürliche Entscheidung des Vorgesetzten oder durch seine eigene Arroganz in eine verzwickte, oft ausweglos scheinende Lage gestürzt. Einer der running gags der Serie ist daraufhin der vermeintlich rettende „raffinierte Plan“, den Diener Baldrick zu haben glaubt („Don’t worry, Mylord, because I have a cunning plan!“). Dieser Plan ist manchmal tatsächlich brillant, woraufhin ihn sich Edmund Blackadder zu eigen macht. Meistens aber ist er völlig hanebüchen und scheitert auf der ganzen Linie, woraufhin Baldrick bestraft wird und nur der Zufall alle Beteiligten am Ende aus der Zwickmühle rettet – es enden Staffel 1, 2 und 4 jedoch mit Blackadders Tod. Bei Staffel 2 wird er nach dem Abspann von Prinz Ludwig getötet. Am Ende von Staffel 3 hingegen wird er durch einen glücklichen Zufall sogar Thronfolger.
Im Verlauf der Serie ist deutlich eine Entwicklung des Charakters des Sir Edmund Blackadder zu beobachten. Der Edmund des 15. Jahrhunderts agiert noch als einfältiger, grimassierender Trottel in sehr slapstickhaften Situationen. Seine Nachkommen, die Edmunds des 16. bis 20. Jahrhunderts, präsentieren sich dagegen als hochintelligente, zynische und berechnende Misanthropen, woraus die besten Szenen und Dialoge der Serie entstehen. Dies ist sowohl Veränderungen im Autorenteam der Serie als auch der schauspielerischen Leistung von Rowan Atkinson zu verdanken. Mit jeder Staffel nehmen Blackadders Intelligenz und Vorsicht zu, während Baldrick dafür immer mehr verdummt. Kurz bevor Edmund und seine Kompanie am Ende der letzten Staffel in einen aussichtslosen Sturmangriff geschickt werden, kommentiert er die Sinnlosigkeit des Krieges auf typische Weise: „We’ve been sitting here since Christmas 1914, during which time millions of men have died, and we’ve moved no further than an asthmatic ant with heavy shopping.“ („Wir hocken hier seit Weihnachten 1914, und in dieser Zeit sind Millionen von Männern gestorben, während wir nicht weiter voran gekommen sind als eine asthmakranke Ameise mit schweren Einkaufstüten.“)
Der Witz der Serie entsteht zu großen Teilen aus dem Gegensatz von Unterspielen und Overacting: Während alle Figuren außer Blackadder großspurig und übertrieben spielen, ist die Figur Blackadders ab der 2. Staffel stets sehr zurückhaltend. So wirkt bereits das Hochziehen einer Augenbraue oder eine Geste als pointierter Kommentar Blackadders zum lächerlichen Verhalten der anderen Figuren.
Der kaum übersetzbare Wortwitz setzt sehr gute Englischkenntnisse voraus, die Handlung enthält zudem zahllose historische und politische Anspielungen; beides hat dafür gesorgt, dass Blackadder außerhalb des englischen Sprachraums nur wenig erfolgreich war.

## Hintergrund
Die Serie ist eine pointierte Satire auf die britische Geschichte. Sie bedient sich vieler Zitate aus berühmter britischer Literatur, von Shakespeare bis hin zum Propaganda-Vokabular der Zeit des Ersten Weltkrieges. Diese Zitate werden sowohl originalgetreu als auch satirisch verfremdet in die Handlung einbezogen. Zum Verständnis der Serie ist historisches Wissen grundsätzlich zwar nicht erforderlich, allerdings bleiben dem Zuschauer ohne dieses viele Scherze und Pointen verborgen.
Gerade diese Vielschichtigkeit der Handlung und die historischen Bezüge – neben der schauspielerischen Leistung der Hauptdarsteller – bescherten der Serie große Beliebtheit. 2004 stimmten die Briten über die hundert besten britischen „Sitcoms“ ab. Blackadder landete auf Platz 2 hinter Only Fools and Horses.
In Deutschland lief die Serie u. a. auf ARTE und 3sat in Originalfassung und auf RTL II in synchronisierter Fassung. Inzwischen ist die Serie auch auf DVD erhältlich.
Es ist auch ein (englischsprachiges) Buch mit den Dialogen und einigen Extras wie beispielsweise Baldricks Stammbaum erschienen: Blackadder – The Whole Damn Dynasty. Der Erlös des Buches fließt der wohltätigen Stiftung Comic Relief zu.
Es wurden vier Staffeln mit insgesamt 24 Folgen und drei Specials gedreht.

## Besetzung
- Blackadder, gespielt von Rowan Atkinson
- Baldrick, gespielt von Tony Robinson
- weitere Personen
  - 1. Staffel: The Black Adder
    - Henry Tudor (nur 1. Folge), gespielt von Peter Benson
    - Richard III. (nur 1. Folge), gespielt von Peter Cook
    - Richard IV. gespielt von Brian Blessed
    - Percy, Duke of Northumberland, gespielt von Tim McInnerny
    - Die Königin, gespielt von Elspet Gray
    - Harry, Prince of Wales, gespielt von Robert East
    - Cordelia (Folge 1), gespielt von Gretchen Franklin
    - Hexenaustreiber und Vertilger (Folge 5), gespielt von Frank Finlay
    - Der Falke (Folge 6), gespielt von Patrick Allen

  - 2. Staffel: Blackadder II
    - Elisabeth I., gespielt von Miranda Richardson
    - Nursie, Amme von Elisabeth, gespielt von Patsy Byrne
    - Lord Percy, gespielt von Tim McInnerny
    - Lord Melchett, in der Position des Lord Chamberlain of the Household, gespielt von Stephen Fry
    - Lord Flashheart (Folge 1), gespielt von Rik Mayall
    - Sir Walter Raleigh (Folge 3), gespielt von Simon Jones
    - Sea Captain Redbeard Rum (Folge 3), gespielt von Tom Baker
    - Bischof von Bath and Wells (Folge 4), gespielt von Ronald Lacey
    - Lady Whiteadder (Folge 5), gespielt von Miriam Margolyes
    - Prinz Ludwig, der Unzerstörbare (Folge 6), sowie eine Nebenrolle (Folge 5), gespielt von Hugh Laurie

  - 3. Staffel: Blackadder The Third
    - Kronprinz und Prinzregent George (nachmaliger George IV.), gespielt von Hugh Laurie
    - Mrs. Miggins, eine Kaffeehausbetreiberin, gespielt von Helen Atkinson-Wood
    - William Pitt der Jüngere (Folge 1), gespielt von Simon Osbourne
    - Samuel Johnson (Folge 2), gespielt von Robbie Coltrane
    - Lord Topper und Lord Smedley (Folge 3), gespielt von Tim McInnerny und Nigel Planer
    - Schauspielerpaar Keanrick und Mossop (Folge 4), gespielt von Hugh Paddick und Kenneth Connor
    - Amy Hardwood und ihr Vater (Folge 5), gespielt von Miranda Richardson und Warren Clarke
    - König George III. und der Duke of Wellington (Folge 6), gespielt von Gertan Klauber und Stephen Fry

  - 4. Staffel: Blackadder Goes Forth
    - General Sir Anthony Cecil Hogmanay Melchett, gespielt von Stephen Fry
    - Lieutenant The Honorable George Colthurst St. Barleigh, gespielt von Hugh Laurie
    - Captain Kevin Darling, gespielt von Tim McInnerny
    - Lord Flashheart, gespielt von Rik Mayall
    - Baron von Richthofen, gespielt von Adrian Edmondson
    - Schwester Mary, gespielt von Miranda Richardson
    - Field Marshal Haig, gespielt von Geoffrey Palmer

## Specials
Außerhalb der Serien-Chronologie wurden drei Serien-Specials gedreht:

### Blackadder – The Cavalier Years (1988)
Sir Edmund Blackadder zeichnet sich im Jahre 1648 als einzig loyale Person zu König Karl I. (gespielt von Stephen Fry als Karikatur des damaligen britischen Thronfolgers Prince Charles) aus und versteckt ihn vor Oliver Cromwell und seinen Schergen. Durch Baldricks Schuld wird Charles dennoch gefasst, und durch die bevorstehende Enthauptung des Königs sieht der Adlige Blackadder sein eigenes Leben in Gefahr. Er folgt dennoch am Ende dem Ruf des Geldes und stellt sich selbst als bezahlter Henker des Königs zur Verfügung.
Dieses Special wurde erstmals am 5. Februar 1988 ausgestrahlt.

### Blackadder’s Christmas Carol (1988)
Dies ist eine Persiflage auf Charles Dickens klassische Weihnachtsgeschichte A Christmas Carol. Die Hauptrolle nimmt „Ebenezer Blackadder“ ein. Dieser ist ein herzensguter Mensch, der von seiner Umwelt ständig ausgebeutet wird, bis ihm der Geist der Weihnacht zeigt, wie bösartig seine Vorfahren im Vergleich zu ihm waren. Ebenezer zieht seine eigenen Schlüsse daraus und wandelt sich in einen typischen Vertreter der Familie Blackadder, das heißt: gefühlskalt, habgierig und zynisch.
Dieses Special wurde erstmals am 23. Dezember 1988 ausgestrahlt.

### Blackadder Back and Forth (1999)
Back and Forth spielt am Silvesterabend 1999. Edmund Blackadder gibt für einige alte Freunde eine Feier, in deren Mittelpunkt eine Zeitmaschine steht. Blackadder wettet, dass er mit ihrer Hilfe Dinge aus der Vergangenheit holen kann. Natürlich hat er nicht vor, durch die Zeit zu reisen, sondern die Sachen aus einem durch eine Falltür getarnten Keller voller Ramsch zu holen. Allerdings hat Blackadder die Rechnung ohne Baldrick gemacht, welcher die funktionierende Zeitmaschine mittels eines Buches von Leonardo Da Vinci gebaut hat. Wider Willen treten beide nun eine Reise in die Vergangenheit an, bei der sie auf Persönlichkeiten wie Robin Hood oder William Shakespeare treffen und in den Lauf der Geschichte eingreifen.
Am Ende sieht der Zuschauer die Millenniumsfeier mit König Edmund III., Königin Maryan (of Sherwood) und Premierminister auf Lebenszeit S. Baldrick.

### Weitere
Es gab noch diverse andere Specials (zum Teil Theaterauftritte), die nicht auf DVD oder anderen Medien erschienen sind: Woman’s Hour Invasion, Royal Gardener, The Army Years, The King’s Birthday, The Shakespeare Sketch und die Pilot-Episode (die nie in England gesendet wurde).

## Musik
Vertont wurden die vier Staffeln der Serie von dem englischen Komponisten Howard Goodall. Jede der vier Blackadder-Staffeln (sowie die jeweiligen Specials, die im Fernsehen ausgestrahlt wurden oder auf DVD erschienen sind) erhielten eine eigene Titelkomposition, welche sich jedoch immer an das Grundthema aus der 1. Staffel hält. Goodall gleicht seine Musik der jeweiligen Epoche an, in der die Staffel spielt. So entwickelt sich die Musik von heroischen Fanfaren (1. Staffel) über Streicher und Flöten (2. Staffel), einer Cembalountermalung (3. Staffel) bis zu einem Blackadder-Version von The British Grenadiers (4. Staffel). Das an Charles Dickens Weihnachtsgeschichte angelehnte Special „Blackadder’s Christmas Carol“ variiert das Thema als weihnachtlichen Choral, ähnlich angelegt wie die Titelmusik aus Rowan Atkinsons Serie Mr. Bean, zu der Howard Goodall ebenfalls die Musik komponierte.